# Zabrušany

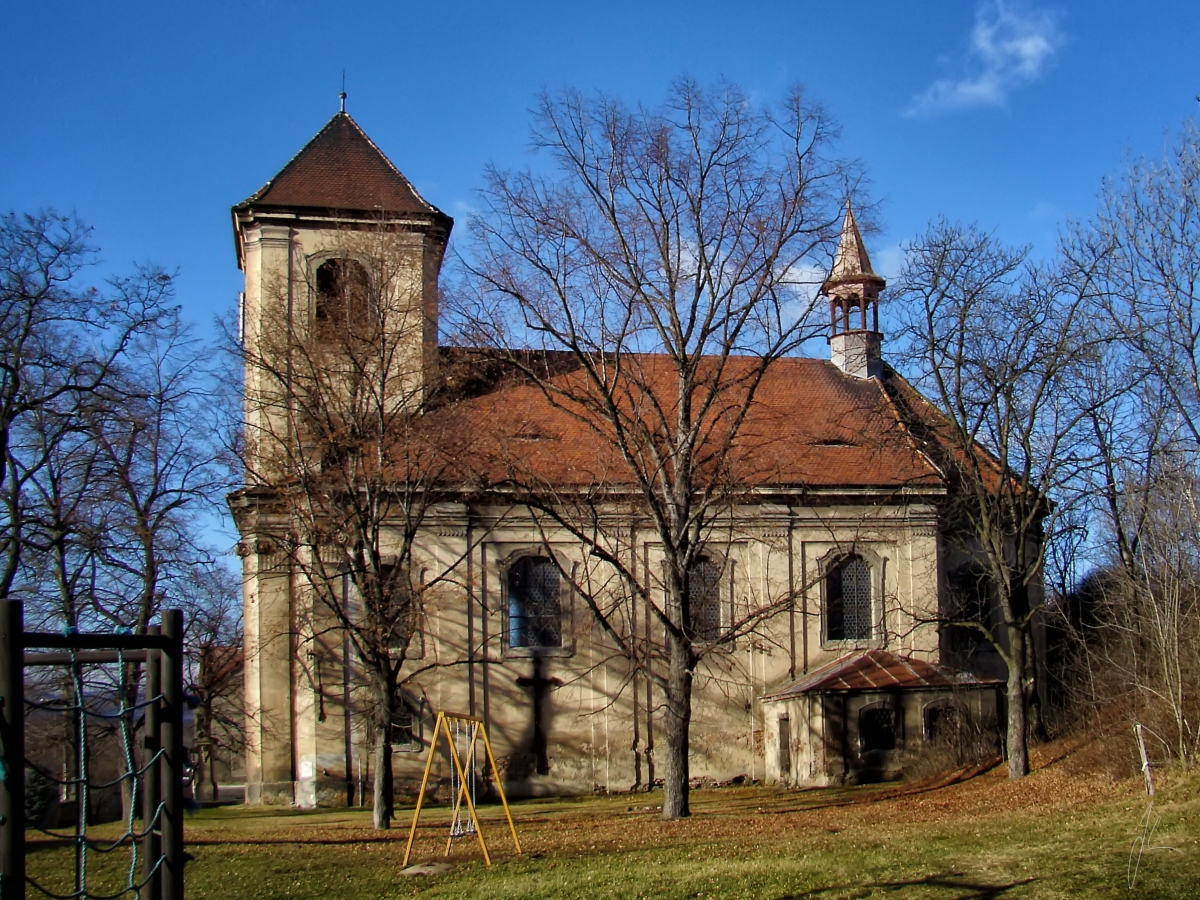
Kirche St. Simon und Judas Thaddäus

Zabrušany (deutsch Sobrusan, volkstümlich Soberschan) ist eine Gemeinde in Tschechien. Sie liegt fünf Kilometer südwestlich des Stadtzentrums von Teplice und gehört zum Okres Teplice.

## Geographie
Zabrušany befindet sich im Nordböhmischen Becken am Bouřlivec (Katzenbach), der am nördlichen Ortsrand im Stausee Všechlapy angestaut wird. Westlich verläuft die Eisenbahnstrecke Ústí nad Labem–Chomutov, an der die Bahnstation Želénky gelegen ist. In der Umgebung von Zabrušany liegen mehrere Halden, Restlöcher und Tagebauseen aus der Zeit des Braunkohlenbergbaus.
Nachbarorte sind Hudcov im Norden, Všechlapy im Nordosten, Tuchlov und Pňovičky im Osten, Hostomice im Südosten, Želénky im Süden, Duchcov im Westen sowie Lahošť im Nordwesten.

## Geschichte
Nachweis für eine slawische Besiedlung ist eine Burgstätte auf der Kuppe nördlich von Zabrušany. Die Entstehung dieser Befestigungsanlage, die sich über der ursprünglichen Einmündung des Loučenský potok in den Bouřlivec befand, wird auf den Übergang vom 8. zum 9. Jahrhundert datiert. Sie fiel im 12. Jahrhundert wüst.
Die erste schriftliche Erwähnung des Dorfes erfolgte in einer Urkunde aus der Zeit von 1207–1209, die den Ort als Sitz des Jaroslav von Zabrussan nennt. 1406 erwarb der Vladike Niklas von Všechlapy das Dorf. Dem Geschlecht, das sich später Zabrušanský von Všechlapy nannte, entstammte die Äbtissin des Klosters Teplice, Margarethe von Všechlapy. 1564 wurde Slavibor Zabruský von Všechlapy in den Adelsstand erhoben. Im 17. Jahrhundert erwarben die Grafen von Waldstein das Gut und schlugen es ihrer Herrschaft Dux zu. 1680 erhob Johann Friedrich von Waldstein die Herrschaften Dux und Oberleutensdorf zum Familienfideikommiss. Unter Johann Josef von Waldstein erfolgte zwischen 1723 und 1728 der Bau der Filialkirche St. Simon und Juda, die die Dörfer Zabrušany, Všechlapy, Želénky, Straky und Štěrbina betreute. 
Im Jahre 1831 bestand Sobrusan aus 29 Häusern mit 144 deutschsprachigen Einwohnern. Unter obrigkeitlichem Patronat standen die Pfarrkirche der Apostel Simon und Judas sowie die Schule. Im Ort gab es zudem einen obrigkeitlichen Meierhof, eine Fasanerie, ein Jägerhaus und eine Mahlmühle. Südwestlich des Dorfes lag die Mineralquelle Stänker. Sobrusan war Pfarrort für Wschechlab, Schellenken, Straka und Sterbina. Bis zur Mitte des 19. Jahrhunderts blieb Sobrusan der Fideikommissherrschaft Dux untertänig.
Nach der Aufhebung der Patrimonialherrschaften wurde Sobrusan/Zabružany im Jahre 1849 zu einer Gemeinde im Leitmeritzer Kreis und Gerichtsbezirk Dux. Ab 1868 gehörte das Dorf zum Bezirk Teplitz. Die Gemeinde Všechlapy mit den Ortsteilen Skrběna/Sterbine und Straky/Straka verlor 1869 ihre Selbstständigkeit und kam als Ortsteil zu Sobrusan. 1880 lebten in dem Dorf 1.184 Menschen. Der Ort war überwiegend deutsch besiedelt. 1890 erhielt der Ortsteil Skrběna/Sterbine den neuen Namen Štěrbina/Sterbina. Seit 1896 gehörte die Gemeinde zum Bezirk Dux.
Unter Sobrusan befand sich eine Braunkohlenlagerstätte, deren Abbau zum Ende des 19. Jahrhunderts begann. Die Bergwerksbesitzer Richard Baldauf und Hermann Eduard Rudolph kauften das Dorf Stück für Stück auf und errichteten auf die gleiche Art und Weise die neue Ansiedlung unterhalb des Burghügels. Bis 1901 wurde so das ursprüngliche Dorf nach Norden umgesiedelt und Sobrusan blieb dadurch, anders als viele Dörfer im Revier, erhalten. Die Kirche wurde abgetragen und in gleicher Form am neuen Standort wiedererrichtet.
Im Jahre 1921 entstand eine tschechische Minderheitenschule und der tschechische Name des Dorfes wurde in Zabrušany geändert.
Im Jahre 1930 hatte die Gemeinde Sobrusan 1.993 Einwohner. Nach dem Münchner Abkommen erfolgte 1938 die Angliederung an das Deutsche Reich. 1939 lebten in der Gemeinde Sobrusan im Landkreis Dux 1.563 Menschen.
Am 1. April 1943 wurde Sobrusan mit Schellenken zu einer Gemeinde Neubergen zusammengeschlossen, die ca. 2500 Einwohner hatte. Dieser Zusammenschluss wurde nach dem Ende des Zweiten Weltkrieges wieder aufgehoben. In dieser Zeit erfolgte die Vertreibung der deutschen Bevölkerung. 1961 erfolgte die Auflösung des Okres Duchcov und Zabrušany wurde dem Okres Teplice zugewiesen. Gleichzeitig wurde Želénky eingemeindet.

## Gemeindegliederung
Die Gemeinde Zabrušany besteht aus den Ortsteilen Štěrbina (Sterbina), Straky (Straka), Všechlapy (Wschechlab), Zabrušany (Sobrusan) und Želénky (Schellenken). Grundsiedlungseinheiten sind Straky, Všechlapy I, Všechlapy II, Zabrušany und Želénky.
Das Gemeindegebiet gliedert sich in die Katastralbezirke Všechlapy u Zabrušan, Zabrušany und Želénky.

## Sehenswürdigkeiten
- barocke Kirche St. Simon und Juda, das 1723–1728 erbaute Gotteshaus wurde zum Ende des 19. Jahrhunderts abgetragen und an neuer Stelle originalgetreu wiedererrichtet
- Kapelle des Hl. Antonius, erbaut 1728
- steinerne Brücke über den Bouřlivec aus dem 18. Jahrhundert
- Schloss Tuchlov, das Jagdschloss im Empirestil ließ August von Ledebour-Wicheln 1821 errichten
- Reste einer slawischen Burgstätte auf der Kuppe zwischen Zabrušany und Všechlapy
- Gut Želénky mit historischem Hoftor aus dem 18. Jahrhundert
- Kapellen in Želénky, Všechlapy, Štěrbina und Straky